# Adolf Fredriks kammarkör
Adolf Fredriks kammarkör var en ungdomskör från Stockholm, verksam under åren 1982-1998. Dirigent var John Erik Eleby, som arbetade som musiklärare och körledare vid Adolf Fredriks Musikklasser. Kören, som hade ett 40-tal medlemmar mellan 16 och 25 år, turnerade både i Sverige och utomlands, och medverkade i internationella körtävlingar. Adolf Fredriks kammarkör gav ut en cd-skiva, In tune with Europe, tillsammans med Amadeus symfoniorkester och pianisten Roland Pöntinen
Hösten 2012 startade en kör med samma namn i  Adolf Fredriks musikklassers regi, med sångare från högstadiet. Det hade länge funnits en önskan från skolans elever att det, vid sidan av Adolf Fredriks flickkör och Adolf Fredriks gosskör, skulle finnas en blandad högstadiekör med sopran, alt, tenor och bas. Kören, som leds av Pelle Olofson och Fredrik Winberg gemensamt, har redan sjungit i Blå hallen i Stadshuset, i Berwaldhallen, på turné i Gotlands kyrkor vid riksdagens minnesstund för förintelsen. Samt deltagit i Carmen moves vid Folkoperan 2016.

## Diskografi
- In tune with Europe, Kreab 1, 1992